# 41.ª edición de los Premios Grammy
La 41.ª edición de los Premios Grammy se celebró el 24 de febrero de 1999 en el Shrine Auditorium de Los Ángeles, en reconocimiento a los logros discográficos alcanzados por los artistas musicales durante el año anterior. El evento fue presentado por Rosie O'Donnell y fue televisado en directo en Estados Unidos por CBS. 
Lauryn Hill fue la gran ganadora con cinco galardones, incluyendo Álbum del Año por The Miseducation of Lauryn Hill. Madonna obtuvo cuatro premios, mientras que Dixie Chicks, Vince Gill, Shania Twain y Céline Dion ganaron dos. La canción de la película Titanic, "My Heart Will Go On", se convirtió en la Canción del Año. La ceremonia es ampliamente recordada por la presentación de Ricky Martin interpretando "La Copa de la Vida".

## Ganadores

### Generales
- Grabación del año
  - Walter Afanasieff, James Horner (productores), Simon Franglen (productor & ingeniero/mezclador), Humberto Gatica, David Gleeson (ingeniero/mezclador) & Céline Dion (intérprete) por "My Heart Will Go On"
- Álbum del año
  - Tony Prendatt & Warren Riker (ingenieros/mezcladores), Lauryn Hill (productora e intérprete) por The Miseducation of Lauryn Hill
- Canción del año
  - James Horner & Will Jennings (compositores); Céline Dion (intérprete) por "My Heart Will Go On"
- Mejor artista novel
  - Lauryn Hill

### Alternativa
- Mejor álbum de música alternativa
  - Beastie Boys por Hello Nasty

### Blues
- Mejor álbum de blues tradicional
  - Otis Rush por Any Place I'm Going
- Mejor álbum de blues contemporáneo
  - Keb' Mo' por Slow Down

### Clásica
- Mejor interpretación orquestal
  - Pierre Boulez (director) & Chicago Symphony Orchestra por Mahler: Sinfonía n.º 9
- Mejor interpretación solista vocal clásica
  - Jeffrey Tate (director), Renée Fleming & English Chamber Orchestra por The Beautiful Voice (Works of Charpentier, Gounod, etc.)
- Mejor grabación de ópera
  - Pierre Boulez (director), Jessye Norman, László Polgár & Chicago Symphony Orchestra por Bartók: El castillo de Barbazul
- Mejor interpretación coral
  - James Mallinson (productor), Robert Shaw (director) & Atlanta Symphony Orchestra & Chorus por Barber: Prayers of Kierkegaard / Vaughan Williams: Dona nobis pacem / Bartók: Cantata profana
- Mejor interpretación clásica, solista instrumental (con orquesta)
  - Krzysztof Penderecki (compositor y director), Anne-Sophie Mutter & London Symphony Orchestra por Penderecki: Concierto para violín n.º 2, Metamorphosen
- Mejor interpretación clásica, solista instrumental (sin orquesta)
  - Murray Perahia por Bach: Suites inglesas n.º 1, 3 & 6
- Mejor interpretación de conjunto musical pequeño o música de cámara
  - Steve Reich (director); Steve Reich and Musicians (intérpretes) por Reich: Music for 18 Musicians
- Mejor interpretación de música de cámara
  - André Previn & Gil Shaham por American Scenes (Works of Copland, Previn, Barber, Gershwin)
- Mejor composición clásica contemporánea
  - Krzysztof Penderecki (compositor y director), Anne-Sophie Mutter & London Symphony Orchestra por Penderecki: Concierto para violín n.º 2, Metamorphosen
- Mejor álbum de música clásica
  - James Mallinson (productor), Robert Shaw (director) & Atlanta Symphony Orchestra & Chorus por Barber: Prayers of Kierkegaard / Vaughan Williams: Dona nobis pacem / Bartók: Cantata profana
- Mejor álbum crossover de música clásica
  - Jorge Calandrelli (director) & Yo-Yo Ma por Soul of the Tango - The Music of Astor Piazzolla

### Composición y arreglos
- Mejor composición instrumental
  - Future Man & Victor Lemonte Wooten (compositores); Bela Fleck & the Flecktones (intérpretes) por "Almost 12"
- Mejor canción escrita específicamente para una película o televisión
  - James Horner & Will Jennings (compositores); Céline Dion (intérprete) por "My Heart Will Go On" (de Titanic)
- Mejor álbum de banda sonora original instrumental escrita para una película o televisión
  - John Williams (compositor) por Saving Private Ryan
- Mejor arreglo instrumental
  - Don Sebesky (arreglista) por "Waltz for Debby"
- Mejor arreglo instrumental acompañado de vocalista
  - Herbie Hancock, Robert Sadin & Stevie Wonder (arreglistas); Herbie Hancock (intérprete) por "St. Louis Blues"

### Country
- Mejor interpretación vocal country, femenina
  - Shania Twain por "You're Still the One"
- Mejor interpretación vocal country, masculina
  - Vince Gill por "If You Ever Have Forever in Mind"
- Mejor interpretación country, duo o grupo
  - Dixie Chicks por "There's Your Trouble"
- Mejor colaboración vocal country
  - Clint Black, Joe Diffie, Merle Haggard, Emmylou Harris, Alison Krauss, Patty Loveless, Earl Scruggs, Ricky Skaggs, Marty Stuart, Pam Tillis, Randy Travis, Travis Tritt & Dwight Yoakam por "Same Old Train"
- Mejor interpretación instrumental country
  - Vince Gill & Randy Scruggs por "A Soldier's Joy"
- Mejor canción country
  - Robert John "Mutt" Lange (productor) & Shania Twain (compositora e intérprete) por "You're Still the One"
- Mejor álbum de música country
  - Blake Chancey, Paul Worley (productores), John Guess (ingeniero/mezclador); Dixie Chicks (intérpretes) por Wide Open Spaces
- Mejor álbum de bluegrass
  - Ricky Skaggs & Kentucky Thunder por Bluegrass Rules!

### Espectáculo musical
- Mejor álbum de espectáculo musical
  - Mark Mancina (productor) & el elenco original de Broadway por The Lion King

### Folk
- Mejor álbum de folk tradicional
  - The Chieftains por Long Journey Home
- Mejor álbum de folk contemporáneo
  - Lucinda Williams por Car Wheels on a Gravel Road

### Gospel
- Mejor álbum gospel pop/contemporáneo
  - Deniece Williams por This Is My Song
- Mejor álbum gospel rock
  - Ashley Cleveland por You Are There
- Mejor álbum gospel soul tradicional
  - Cissy Houston por He Leadeth Me
- Mejor álbum gospel soul contemporáneo
  - Kirk Franklin por The Nu Nation Project
- Mejor álbum gospel sureño, country o bluegrass
  - Peter Afterman, John Huie & Ken Levitan (productores); varios intérpretes por The Apostle - Music From and Inspired by the Motion Picture
- Mejor álbum gospel, coro o coros
  - O'Landa Draper (director de coro); O'Landa Draper & The Associates Choir (intérpretes) por Reflections

### Hablado
- Mejor álbum hablado
  - Christopher Reeve por Still Me
- Mejor álbum hablado de comedia
  - Mel Brooks & Carl Reiner por The 2000 Year Old Man in the Year 2000

### Histórico
- Mejor álbum histórico
  - Colin Escott, Kira Florita, Kyle Young (productores), Joseph M. Palmaccio & Tom Ruff (ingenieros); Hank Williams (intérprete) por The Complete Hank Williams

### Infantil
- Mejor álbum musical para niños
  - John Boylan (productor); el reparto de Sesame Street con varios intérpretes por Elmopalooza!
- Mejor álbum hablado para niños
  - Dan Musselman & Stefan Rudnicki (productores); varios intérpretes por The Children's Shakespeare

### Jazz
- Mejor interpretación jazz instrumental, solista
  - Gary Burton & Chick Corea por "Rhumbata"
- Mejor interpretación jazz instrumental, individual o grupo
  - Herbie Hancock por Gershwin's World
- Mejor interpretación jazz instrumental, conjunto grande
  - Grover Mitchell (director); Count Basie Orchestra (intérpretes) por Count Plays Duke
- Mejor interpretación jazz vocal
  - Shirley Horn por I Remember Miles
- Mejor interpretación jazz contemporáneo
  - Pat Metheny Group por Imaginary Day
- Mejor álbum de jazz latino
  - Arturo Sandoval por Hot House

### Latina
- Mejor interpretación pop latino
  - Ricky Martin por Vuelve
- Mejor interpretación latina tropical tradicional
  - Marc Anthony por Contra la corriente
- Mejor interpretación mexicano-americana
  - Los Super Seven por Los Super Seven
- Mejor interpretación rock latino/alternativo
  - Maná por Sueños líquidos
- Mejor álbum tejano
  - Flaco Jiménez por Said and Done

### New age
- Mejor álbum de new age
  - Clannad por Landmarks